# Gretsch
Gretsch je ime američke tvrtke za izradu glazbenih 
instrumenta poznate po izradi gitara i bubnjeva. Od 2002. godine tvrtka Fender Musical Instruments Corporation preuzela je distribuciju i prodaju Gretsch gitara ( 
najpoznatiji modeli; White Falcon i Duo Jet ), a tvrtka Kaman Music prodaju 
bubnjeva.

## Povijest tvrtke
Tvrtku Gretsch osnovao je 1883. god. mladi njemački imigrant Friedrich Gretsch, koji je u svojoj trgovini u newyorškom kvartu Brooklyn izrađivao je bendžo gitare, tamburine, i bubnjeve. 1895. 
god., Friedrich je umro u dobi od samo 39 godina, a dobro uvedeni posao nastavio je 
njegov sin Fred. 1916. god., Fred je preselio tvrtku u puno veću zgradu od deset katova u 
kvartu (Williamsburg), Brooklyn i ubrzo postao jedan od najpoznatijih američkih proizvođača glazbenih instrumenata.
Zlatne godine tvrtke počele su pedesetih, suradnjom za tada vrlo poznatim gitaristom
Chet Atkinsom. Činjenica da tako poznati gitarist kao Atkins svira na Gretsch gitari dala je tvrtki potrebni zamah u borbi s konkurentnim tvrtkama, prije svega prema Gibsonu i Les Paulu. Dolazak još jednog velikog gitarističkog imena u klub korisnika Gretsch gitara,  Duane Eddya 1957. godine, dala je imenu Gretsch svjetsku slavu. Nakon toga mnogi tada mladi rock gitaristi kupovali su Gretsch gitare; Eddie Cochran, Cliff Gallup,  George Harrison,  Brian Jones, Lou Reed, Sterling Morrison, John Squire, Stephen Stills, Neil Young, Pete Townshend i mnogi drugi.
Fred koji je uspješno vodio tvrtku, nije pronašao odgovarajućeg nasljednika i tako je tvrtka Gretsch prodata 1967. godine, tvrtci Baldwin Piano Company
Ovo razdoblje, kad je tvrtkom upravljao Baldwin, nije baš bilo dobro za kompaniju; proizvodnja se preselila iz Brooklyna u Arkansas. Zbog pada kvalitete, Chet Atkins je otkazao ugovor i povukao svoje ime kao garanta kvalitete gitara. Zbog pada prodaje (tada je osobito ojačala konkurencija: Stratocaster i Les Paul) i požara u pogonima 1981. godine Baldwin je obustavio proizvodnju gitara.
1989., Fred Gretsch, nećak umrlog Freda, zajedno sa ženom Dinah kupio je tvrtku od Baldwina i ponovno pokrenuo proizvodnju, ovaj put u Aziji.
Nakon puno pokušaja da se obnovi proizvodnja u Americi, na savjet Duka Kramera, uposlenika tvrtke, proizvodnja se ustalila u Japanu (Terada), ali su se pojedini modeli proizvodili i u Koreji.
Pri kraju 2002. tvrtka Gretsch i tvrtka Fender sklopili su ugovor po kojem Fender preuzima vođenje proizvodnje, prodaje i distribucije gitara pod imenom Gretsch (obiteljskoj tvrtci ostala su prava na modele).

## Gretsch gitare

### Modeli

#### Profesionalna kolekcija
| Hollow Body Models              | Solid Body Models                                                                | Acoustic Models              |
| ------------------------------- | -------------------------------------------------------------------------------- | ---------------------------- |
| Falcon Country Club Anniversary | Duo Jet Power Jet Silver Jet Sparkle Jet Jet Firebird Power Jet Firebird Penguin | Synchromatic Archtop Rancher |

| Umjetnik                  | Model                                                                                                   |
| ------------------------- | --- |
| Chet Atkins               | Chet Atkins Country Gentleman Chet Atkins Hollow Body Chet Atkins Solid Body Chet Atkins Tennessee Rose |
| Brian Setzer              | Brian Setzer Black Phoenix Brian Setzer Nashville Brian Setzer Hot Rod                                  |
| Billy Gibbons/ Bo Diddley | Billy-Bo Jupiter Thunderbird                                                                            |
| Bo Diddley                | Bo Diddley Signature                                                                                    |
| Bono                      | Bono Irish Falcon                                                                                       |
| Jimmie Vaughan            | Jimmie Vaughan Synchromatic                                                                             |
| Keith Scott               | Keith Scott Nashville                                                                                   |
| Malcolm Young             | Malcolm Young I Malcolm Young II                                                                        |
| Reverend Horton Heat      | Reverend Horton Heat Signature                                                                          |
| Stephen Stills            | Stephen Stills White Falcon                                                                             |

#### Kolekcija electromatic
| Hollow Body Models       | Solid Body Modeles                                                                                      | Double Neck Models       | Lap Steel Models       | Modeli potpisani od umjetnika |
| ------------------------ | --- | ------------------------ | ---------------------- | ----------------------------- |
| Electromatic Hollow Body | Electromatic Corvette Electromatic Pro Jet Electromatic Double Jet Electromatic Junior Jet Baritone Jet | Electromatic Double Neck | Electromatic Lap Steel | Bo Diddley                    |

#### Neki drugi modeli
Flat Top Collection (Akustik)
- Dreadnought
- Rancher Jumbo
- Rancher Junior

Synchromatic Collection (Archtop Models)
- Synchromatic Archtop

### Poznati gitaristi koji su svirali na Gretsch gitarama
- Charlie Burchill - Simple Minds
- Mark Chadwick - The Levellers
- Chris Cheney - The Living End
- Chris Cornell - Soundgarden, Audioslave, solist
- Bo Diddley - solist
- Duane Eddy - solo gitarist iz 1950-tih
- John Frusciante - Red Hot Chili Peppers
- Peter Furler - Newsboys
- Billy Gibbons - ZZ Top
- David Gilmour - Pink Floyd, solist
- Martin L. Gore - Depeche Mode
- George Harrison - The Beatles, solist
- Chris Isaak - Chris Isaak sa Silvertone, solist
- Johnny Marr - The Smiths
- Billy Duffy - The Cult
- Sven Regener - Element of Crime
- Peter Sandorff - Mad Sin
- Brian Setzer - The Brian Setzer Orchestra, Stray Cats, solist
- John Squire - Stone Roses
- Stephen Stills - Buffalo Springfield, Crosby, Stills and Nash (and Young), solist
- Kele Okereke - Bloc Party
- Malcolm Young - AC/DC
- Daniel Meister - Tyrehead, Unshaved Blues
- Robert Smith - The Cure
- Neil Young - solist, Cross Stills Nash & Young
- Bono - U2 - s vlastitim potpisom na Gretschu „Irish Falcon“
- The Edge - U2
- Nick 13 - Tiger Army
- Sheryl Crow - na albumu „Sheryl Crow“, na pozornici kad izvodi „Sweet Rosalyn“
- Keith Scott - Bryan Adams, s vlastitim potpisom na Gretschu „6120 Keith Scott“
- Jean Blitz Gouthier - Ray & The Rockets, Gretsch „Monkee“

## Bubnjevi
Gretsch bubnjevi su bili vrlo popularni i među jazz i rock bubnjarima. Između 1950. – 1960. god. mnogi poznati jazz bubnjari kao Elvin Jones, Tony Williams, Art Blakey, Philly Joe Jones, Max Roach, Billy Cobham bubnjali su na Gretsch bubnjevima. Nakon njih slijedili su ih rock bubnjari od kojih su najpoznatiji bili Charlie Watts (Rolling Stones), Phil Collins (Genesis), Micky Dolenz (The Monkees) i Brad Wilk ( Audioslave).

### Modeli Gretsch bubnjeva
- Blachhawk
- Catalina Club Rock
- Catalina Club Mod
- Catalina Club Jazz
- Catalina Ash
- Catalina Maple
- Renown Maple
- New Classic
- USA Custom

Modeli s potpisom
- Steve Ferrone Signature
- Vinnie Colaiuta Signature

Special Edition
- Broadkaster Series
- USA Maple Series

## Vanjske poveznice
- Službene stranice tvrtke
- The Gretsch Pages  Arhivirana inačica izvorne stranice od 22. siječnja 2022. (Wayback Machine)
- Bubnjevi Gretsch na bubnjarskoj bazi podataka
- O Gretsch gitarama na stranicama Fendera
- O Gretsch bubnjevima na stranicama Kamana
- Povijest Gretsch gitara od Jim Millera